# Граховский район
Граховский район (удм. Грах ёрос) — административно-территориальная единица и муниципальное образование (муниципальный округ, в 2005—2021 гг. — муниципальный район) в Удмуртской Республике Российской Федерации.
Располагается в юго-западной части республики. Административный центр — село Грахово. Образован 15 июля 1929 года.

## Физико-географические сведения
Граховский район расположен на юго-западе республики, граничит с Кизнерским районом на западе, Можгинским — на севере, Алнашским — на востоке и республикой Татарстан на юге. Восточная часть района расположена на Можгинской возвышенности, а западная в долине реки Умяк. По территории района протекают реки: Умяк, Большой Сырян, Яга, Адамка, Кузебайка, Юрашка (приток Тоймы), Юрашка (приток Адамки), Юраш, Сайка, Возжайка, Кокшанка, Тыловайка и Ерыкса, Улек.
Лесистость района 35,1 %, при средней по Удмуртии — 46,8 %.

## История
Граховский район образован постановлением Президиума ВЦИК от 15 июля 1929 года из сельсоветов Граховской, Троцкой и части Билярского сельсовета Можгинской волости Можгинского уезда, в состав нового района вошли 21 сельсовет. В 1935 году на части территории Граховского района, образован самостоятельный Бемыжский район, в состав которого вошли все 10 сельсоветов ранее ликвидированной Троцкой волости. 27 ноября 1956 года Бемыжский район упразднён и к Граховскому району отошли Крымско-Слудский и Старо-Ятчинский сельсоветы. 1 февраля 1963 года Граховский район расформирован и входит в состав Кизнерского района. Но уже через два года 22 октября 1965 года Граховский район восстановлен. В 1965 году деревни Удмурт-Сарамак и Русский Сарамак Староятчинского сельсовета были переданы в состав Крымско-Слудского сельского Совета Кизнерского района, после этого внешние границы района не менялись.
В рамках организации местного самоуправления с 2005 до 2021 гг. функционировал муниципальный район.  Законом Удмуртской Республики от 17 мая 2021 года муниципальный район и все входящие в его состав сельские поселения через объединение к 30 мая 2021 года преобразованы в муниципальный округ Граховский район.

## Население
| 1959   | 1970    | 1979    | 1989    | 2002    | 2009    | 2010  | 2011  | 2012  |
| ------ | ------- | ------- | ------- | ------- | ------- | ----- | ----- | ----- |
| 22 631 | ↘16 401 | ↘13 754 | ↘11 699 | ↘10 879 | ↘10 110 | ↘9354 | ↘9314 | ↘9092 |
| 2013   | 2014    | 2015    | 2016    | 2017    | 2018    | 2019  | 2020  | 2021  |
| ↘8887  | ↘8743   | ↘8544   | ↘8446   | ↘8301   | ↘8137   | ↘7974 | ↘7749 | ↗8805 |

### Национальный состав
По результатам переписи 2020 года, среди населения района русские составляли 50,6 %, удмурты  — 31,8 %, марийцы — 10,9 %, кряшены — 3,6 %, чуваши — 1,9 %. Граховский район считается уникальной окраиной республики, где соседствуют места компактного проживания пяти разных народов. Коренным народом района считаются удмурты, в XVIII веке появляются марийские деревни. Позднее, в результате массовой вырубки лесов для нужд Бемышевского и Бондюжского заводов, на освободившиеся земли переселились русские и кряшены. Последними уже в начале XX века появились чувашские починки.

### Карты
|  |  |

## Административное деление
В Граховский район как административно-территориальную единицу входят 8 сельсоветов. Сельсоветы (сельские администрации) одноимённы образованным в их границах сельским поселениям.
В муниципальный район с 2005 до 2021 гг. входили 8 муниципальных образований со статусом сельских поселений.
| № | Сельское поселение | Административный центр | Количество населённых пунктов | Население | Площадь, км2 |
| - | ------------------ | ---------------------- | ----------------------------- | --------- | ------------ |
| 1 | Верхнеигринское    | село Верхняя Игра      | 5                             | ↘978      | 89,74        |
| 2 | Граховское         | село Грахово           | 1                             | ↗3458     | 9,12         |
| 3 | Каменское          | деревня Каменное       | 4                             | ↗620      | 58,46        |
| 4 | Котловское         | деревня Котловка       | 5                             | ↘259      | 262,54       |
| 5 | Лолошур-Возжинское | деревня Лолошур-Возжи  | 7                             | ↘709      | 129,85       |
| 6 | Новогорское        | село Новогорское       | 10                            | ↘952      | 149,81       |
| 7 | Порымозаречное     | село Грахово           | 4                             | ↘879      | 155,43       |
| 8 | Староятчинское     | деревня Старые Ятчи    | 5                             | ↘336      | 112,79       |

### Населённые пункты
В Граховский район входит 41 населённый пункт.
| №  | Населённый пункт   | Тип     | Население | Сельское поселение |
| -- | ------------------ | ------- | --------- | ------------------ |
| 1  | Байтуганово        | деревня | ↘204      | Верхнеигринское    |
| 2  | Батырево           | деревня | →0        | Лолошур-Возжинское |
| 3  | Благодатное        | деревня | ↘188      | Порымозаречное     |
| 4  | Большая Ерыкса     | деревня | ↘134      | Новогорское        |
| 5  | Большой Шуберь     | деревня | →4        | Порымозаречное     |
| 6  | Верхний Выселок    | деревня | ↗28       | Новогорское        |
| 7  | Верхняя Игра       | село    | ↘351      | Верхнеигринское    |
| 8  | Газек              | деревня | ↗6        | Котловское         |
| 9  | Гаранькино         | деревня | ↗21       | Верхнеигринское    |
| 10 | Горные Юраши       | деревня | ↗27       | Лолошур-Возжинское |
| 11 | Грахово            | село    | ↗3458     | Граховское         |
| 12 | Заречный           | село    | ↘345      | Порымозаречное     |
| 13 | Иж-Бобья           | деревня | ↘186      | Каменское          |
| 14 | Каменное           | деревня | ↘399      | Каменское          |
| 15 | Кокшан             | деревня | ↘75       | Новогорское        |
| 16 | Котловка           | деревня | ↘183      | Котловское         |
| 17 | Лолошур-Возжи      | деревня | ↘534      | Лолошур-Возжинское |
| 18 | Макарово           | деревня | ↘87       | Котловское         |
| 19 | Мамаево            | деревня | →165      | Лолошур-Возжинское |
| 20 | Мари-Возжай        | деревня | ↘374      | Новогорское        |
| 21 | Мещеряково         | село    | ↘26       | Лолошур-Возжинское |
| 22 | Мишкино            | деревня | ↘176      | Верхнеигринское    |
| 23 | Нижние Адам-Учи    | деревня | ↘91       | Каменское          |
| 24 | Нижние Юраши       | деревня | ↘197      | Лолошур-Возжинское |
| 25 | Нижний Тыловай     | деревня | ↘82       | Новогорское        |
| 26 | Нижняя Сайка       | деревня | ↗20       | Новогорское        |
| 27 | Новая Бондюга      | деревня | ↗35       | Новогорское        |
| 28 | Новогорское        | село    | ↘435      | Новогорское        |
| 29 | Поршур             | деревня | ↘118      | Староятчинское     |
| 30 | Порым              | деревня | ↘498      | Порымозаречное     |
| 31 | Русские Адам-Учи   | село    | →0        | Каменское          |
| 32 | Русский Куюк       | деревня | ↗23       | Староятчинское     |
| 33 | Русский Тыловай    | деревня | ↗1        | Новогорское        |
| 34 | Сарайкино          | деревня | ↘2        | Лолошур-Возжинское |
| 35 | Селянур            | деревня | ↘104      | Староятчинское     |
| 36 | Славянская Слобода | деревня | →0        | Котловское         |
| 37 | Соловьёвка         | деревня | ↗47       | Новогорское        |
| 38 | Старая Игра        | деревня | ↘350      | Верхнеигринское    |
| 39 | Старые Ятчи        | деревня | ↘228      | Староятчинское     |
| 40 | Шарберда           | деревня | ↗30       | Староятчинское     |
| 41 | Яги-Какси          | деревня | ↘111      | Котловское         |

## Местное самоуправление
Государственная власть в районе осуществляется на основании Устава, структуру органов местного самоуправления муниципального района составляют:
1. Районный Совет депутатов — представительный орган местного самоуправления, в составе 25 депутатов, избирается каждые 5 лет.
2. Глава муниципального образования — высшее должностное лицо района, избирается Советом из своего состава. Должность Главы района занимает — Крестьянинов Михаил Арсентьевич.
3. Администрация муниципального образования — исполнительно-распорядительный орган муниципального района. Глава Администрации района назначается на должность Советом по результатам конкурса. Должность Главы Администрации района занимает — Белов Виктор Иванович.

### Символика района
Официальными символами муниципального района являются герб и флаг, отражающие исторические, культурные, национальные и иные местные традиции и особенности.

### Бюджет района
Исполнение консолидированного бюджета района за 2009 год:
- Доходы — 182,2 миллионов рублей, в том числе собственные доходы — 14,2 миллионов рублей (7,8 % доходов).
- Расходы — 190,0 миллионов рублей. Основные статьи расходов: ЖКХ — 4,7 миллионов рублей, образование — 88,2 миллионов рублей, культура — 18,4 миллионов рублей, здравоохранение — 22,2 миллионов рублей, социальная политика — 23,4 миллионов рублей.

## Здравоохранение
Медицинскую помощь населению оказывают районная больница и 25 фельдшерско-акушерских пунктов, стадион, 12 спортзалов, 26 клубов и 14 библиотек.

## Образование
По состоянию на 2008 год система образования района включает 20 общеобразовательных школ, в том числе: 7 средних, 2 основных, 10 начальных и 1 среднеспециальная. На территоритории района функционируют 18 детских дошкольных учреждений.

### История
В 1842 году при Граховском и Мещеряковском храмах были открыты церковно-приходские школы, позднее, когда вопросами работы школ стало заниматься земство, к ним добавились новые — в Новогорском, Лебедевке, Старой и Верхней Игре, Котловке и т. д. К 1912 году количество грамотных в Граховской волости увеличилось до тысячи человек, большинство из которых составляла молодёжь. После революции процесс улучшения грамотности замедлился — средств на строительство помещений не выделялось, под школы передавались дома раскулаченных. Однако новые школы всё-таки открывали, и к 1940 году в районе действовало 42 школы, в том числе 1 средняя, 5 семилетних и 36 начальных, в которых обучалось 4377 детей.
С 1950-х годов, в результате миграции сельских жителей в города, начинается сокращение населения района, с 1967 по 1978 годы закрылись школы в сёлах Архангельское и Козьмодемьянское и «неперспективных деревнях» — Русский Тыловай, Большой Шуберь, Батырево, Шарберда, Поршур, Нижние Адам-Учи и во многих других. К 1978 году статус средней школы, кроме Граховской, получили также Верхнеигринская, Новогорская и Староятчинская школы, позднее к ним добавились — Лолошур-Возжинская, Мари-Возжайская и Зареченская.
В 1974 году Граховская школа взамен построенного в 1916 году получила новое кирпичное здание. Строительство новых строений продолжается, и в настоящее время в 2003 году сдано в эксплуатацию новое здание Порымской школы, а в 2007 году — Мари-Возжайской.
Сохраняется проблема депопуляции сельской местности, с 2003 по 2008 годы закрыты 5 школ, в том числе за год до 80-летия района — Макаровская основная, Большеерыксинская и Мишкинская начальные школы.

### Характеристика образования в 2008 году
В 2008 году в школах района работало 185 учителей и обучалось 1157 школьников, из них 108 — в первых классах и 70 — в 11-х классах. Удмуртский язык и литературу изучают в 10 школах 372 учащихся, в трёх — марийский язык 114 учащихся, в одной — чувашский язык (факультатив) 12 учащихся и в одной — татарский язык.
В 2008 году закрыты Мишкинская и Большеерыксинская начальные школы.
Училище
- Государственное образовательное учреждение начального профессионального образования (ГОУ НПО) «Профессиональное училище № 41» (Грахово)[38]

Средние школы
- МОУ «Граховская средняя общеобразовательная школа» имени А.В. Марченко
- МОУ «Новогорская средняя общеобразовательная школа»
- МБОУ «Мари-Возжайская средняя общеобразовательная школа имени П.И.Бельского»
- МОУ «Верхнеигринская средняя общеобразовательная школа»
- МОУ «Староятчинская средняя общеобразовательная школа»
- МОУ «Лолошур-Возжинская средняя общеобразовательная школа»
- МБОУ Зареченская основная общеобразовательная школа

Основные школы
- МОУ «Котловская основная общеобразовательная школа»
- МОУ «Порымская основная общеобразовательная школа»

Начальные школы
- МОУ Благодатновская начальная школа
- МОУ Макаровская начальная школа — до 2008 года основная школа
- МОУ Байтугановская начальная школа
- МОУ Староигринская начальная школа
- МОУ Каменская начальная школа
- МБОУ «Иж-Бобьинская начальная школа»
- МОУ Нижне-Адам-Учинская начальная школа
- МОУ Нижне-Юрашская начальная школа
- МОУ Мамаевская начальная школа
- МОУ Кокшанская начальная школа

Примечание: МОУ - муниципальное общеобразовательное учреждение, МБОУ - муниципальное бюджетное общеобразовательное учреждение

## Экономика
Основное направление экономики района — сельское хозяйство, преобладает мясо-молочное скотоводство и выращивание зерновых. В районе 10 крупных сельскохозяйственных предприятий и несколько фермерских хозяйств.

### Транспорт
Всего в районе 214 км автомобильных дорог, в том числе 73 км с асфальтобетонном покрытием, 97 км — гравийным, 42 км — грунтовых. Плотность автомобильных дорог в районе — 0,221 км/км², в том числе с асфальтобетонным покрытием — 0,007 км/км². Граховский район один из 8 сельских районов республики, на территории которого нет железных дорог.

## Известные уроженцы
- Белов, Александр Романович (1901—1983) — советский военачальник, генерал-майор.
- Бельский, Пётр Ильич (1922—1993) — полный кавалер ордена Славы.